# Albin Kaasinen
Albin Kaasinen, född 7 april 1892 i Libelits, död 3 mars 1970 i Helsingfors, var en finländsk bildhuggare.
Albin Kaasinen anslöt sig till den nationella riktning, som representerades av Hannes Autere, och har utfört träskulpturer med motiv ur folklivet, ofta i drastisk uppfattning.
Han tilldelades Pro Finlandia-medaljen 1963.
Han är begravd på Malms begravningsplats i Helsingfors.